# Тернополска област
Тернополска област (на украински: Тернопільська область) е една от 24-те области на Украйна. Площ 13 824 km² (23-то място по големина в Украйна, 2,29% от нейната площ). Население на 1 януари 2017 г. 1 059 192 души (22-ро място по големина в Украйна, 2,36% от нейното население). Административен център град Тернопил. Разстояние от Киев до Тернопил 486 km.

## Историческа справка
Най-старите градове на територията на Тернополска област са Кременец (1226 г., в някои източници основаването на града се отнася към 8-и или 9 век) и Тернопил (1549 г.), а най-младите градове Шумск и Лановци са признати за такива съответно през 1999 г. и 2001 г., слез извоюването на независимостта на Украйна. Тепнополска област е образувана на 4 декември 1939 г., след окупирането от СССР на източните полски територии.

## Географска характеристика
Тернополска област е разположена западна част на Украйна. На север граничи – с Ровненска област, на изток – с Хмелницка област, на юг – с Чернивецка област, на югозапад – с Ивано-Франкивска област и на северозапад – с Лвовска област. В тези си граници заема площ от 13 824 km² (23-то място по големина в Украйна, 2,29% от нейната площ) Дължина от север на юг 195 km, ширина от запад на изток 129 km.
Областта заема западната част на Подолското възвишение. В голяма част от територията ѝ преобладаващите височини са от 300 до 400 m, максимална 443 m (49°21′15″ с. ш. 24°51′09″ и. д. / 49.354167° с. ш. 24.8525° и. д., издигаща се на границата с Ивано-Франкивска област, на 2 km югозападно от село Мечишчев, Бережански район). На север е разположено Кременецкото възвишение, а южно от него – възвишението Толтри (417 m), които са части от Подолското възвишение.
Климатът е умерено континентален. Средна януарска температура от -4,6 °C на юг до -5,7 °C на север, средна юлска съответно 19,4 °C и 18,3 °C. Годишна сума на валежите 600 – 680 mm с максимум през летните месеци. Продължителността на вегетационния период (минимална денонощна температура 5 °C) е 160 – 165 денонощия.
Територията на Тернополска област попада в два водосборни басейна – Днестър (около 80% от територията) и Днепър (около 20%, северната част). Река Днестър тече по южната граница с Ивано-Франкивска и Черновицка област и всичките нейни леви притоци Золотая Липа, Коропец, Стрипа, Серет, Збруч и др. пресичат областта от север на юг в дълбоки долини. Северната част е заета от водосборния басейн на река Горин (десен приток на Припят, десен приток на Днепър) с нейните притоци Горинка, Исва, Вилия, Жирак и др. Водите на реките се използват основно за производство на електроенергия (множество малки ВЕЦ-ове) и водоснабдяване.
Преобладаващите почви са черноземните. В централните и източните части са развити типичните среднохумусни оподзолени черноземи, а в западните и югоизточни части – оподзолените черноземи, сивите и светлосивите оподзолени почви. Тернополска област е разположена в лесостепната зона. Около 70% от територията ѝ са обработваеми земи, а горите заемат около 12% и са се съхранило предимно по долините на реките, във възвишенията Кременецко и Толтри и по вододелите. Най-разпространени са широколистните гори, съставени от габър (50 – 90%), ясен, бряст, липа, дъб. От долината на Днестър на юг до северната граница на Подолското възвишение се срещат букови гори с примеси от габър, бряст и липа, а в приднестровската част на Подолското възвишение – отделни малки дъбрави. Боровите и дъбово-боровите гори са разпространени по пясъчните тераси на реките Иква и Вилия в най-северната част на областта. Горите се обитават от лисица, заек, бурсук, дива свиня, по-рядко кошута, а в близост до реките и водоемите живеят видри. Аклиматизирани са ондатра, нутрия и енотовидно куче. Птичият свят е представен от дива патица, дива гъска, жерав, чапла, бекас и др.

## Население
На 1 януари 2017 г. населението на Тернополска област е наброявало 1 059 192 души (2,36% от населението на Украйна). Гъстота 76,62 души/km². Градско население 44,19%. Етническият състав е следният: украинци 96,8%, руснаци 2,3%, поляци 0,6%, беларуси 0,1% и др.

## Административно-териториално деление
В административно-териториално отношение Тернополска област се дели на 4 областни градски окръга, 17 административни района, 18 града, в т.ч. 4 града с областно подчинение и 14 града с районно подчинение и 17 селища от градски тип.
| Административна единица | Площ (km²) | Население (2017 г.) | Административен център | Население (2017 г.) | Разстояние до Тернопил (в km) | Други градове и сгт с районно подчинение |
| ----------------------- | ---------- | ------------------- | ---------------------- | ------------------- | ----------------------------- | ---------------------------------------- |
| Областен градски окръг  |            |                     |                        |                     |                               |                                          |
| 1. Бережани             | 16         | 18 872              | гр. Бережани           | 17 697              | 55                            |                                          |
| 2. Кременец             | 21         | 21 063              | гр. Кременец           | 21 063              | 75                            |                                          |
| 3. Тернопил             | 72         | 217 171             | гр. Тернопил           | 217 171             | -                             |                                          |
| 4. Чортков              | 30         | 28 858              | гр. Чортков            | 28 858              | 76                            |                                          |
| Административен район   |            |                     |                        |                     |                               |                                          |
| 1. Бережански           | 661        | 21 096              | гр. Бережани           |                     | 55                            |                                          |
| 2. Боршчовски           | 1006       | 66 909              | гр. Боршчов            | 10 862              | 105                           | Мелница Подолская, Скала Подолская       |
| 3. Бучачки              | 802        | 63 474              | гр. Бучач              | 12 414              | 68                            | Золотой Поток                            |
| 4. Гусятински           | 1016       | 59 872              | сгт Гусятин            | 7083                | 79                            | гр. Копичинци, гр. Хоростков, Гримайлов  |
| 5. Залешчицки           | 684        | 46 541              | гр. Залешчики          | 9119                | 122                           | Толстое                                  |
| 6. Збаражки             | 863        | 57 523              | гр. Збараж             | 13 746              | 23                            | Вишневец                                 |
| 7. Зборовски            | 978        | 41 389              | гр. Зборов             | 6695                | 37                            | Зализци                                  |
| 8. Козовски             | 694        | 37 864              | сгт Козова             | 8989                | 39                            | Козлов                                   |
| 9. Кременецки           | 918        | 46 868              | гр. Кременец           |                     | 75                            | гр. Почаев                               |
| 10. Лановецки           | 632        | 29 556              | гр. Лановци            | 8434                | 57                            |                                          |
| 11. Монастириски        | 558        | 27 718              | гр. Монастириска       | 5618                | 87                            | Коропец                                  |
| 12. Подволочиски        | 837        | 42 230              | сгт Подволочиск        | 7843                | 42                            | гр. Скалат                               |
| 13. Подгаецки           | 496        | 18 328              | гр. Подгайци           | 2688                | 60                            |                                          |
| 14. Теребовлянски       | 1130       | 65 326              | гр. Теребовля          | 13 425              | 33                            | Дружба, Микулинци                        |
| 15. Тернопилски         | 749        | 67 051              | гр. Тернопил           |                     | -                             | Великая Березовица, Великие Борки        |
| 16. Чортковски          | 903        | 44 517              | гр. Чортков            |                     | 76                            | Заводское                                |
| 17. Шумски              | 838        | 33 473              | гр. Шумск              | 5470                | 105                           |                                          |